# Hilbert-Metrik
In der Geometrie sind Hilbert-Metriken gewisse Metriken auf beschränkten konvexen Teilmengen des euklidischen Raumes, die das Beltrami-Klein-Modell der hyperbolischen Geometrie verallgemeinern.

## Definition

Eine kompakte konvexe Menge.

Sei {\displaystyle \Omega \subset \mathbb {R} ^{n}} eine beschränkte, offene,  konvexe Menge. Zu je zwei Punkten {\displaystyle x,y\in \Omega } gibt es dann eine eindeutige Gerade durch {\displaystyle x,y} und zwei eindeutige Schnittpunkte dieser Geraden mit dem Rand {\displaystyle \partial \Omega }. Die beiden Schnittpunkte seien mit {\displaystyle a,b} bezeichnet, wobei {\displaystyle a} näher an {\displaystyle x} und {\displaystyle b} näher an {\displaystyle y} liege. Der Hilbert-Abstand {\displaystyle d_{H}} ist dann auf {\displaystyle \Omega } definiert durch die Formel
{\displaystyle d_{Hilb}(x,y):=\log {\frac {\parallel y-a\parallel .\parallel x-b\parallel }{\parallel x-a\parallel .\parallel y-b\parallel }}}
für {\displaystyle x\not =y} und {\displaystyle d_{Hilb}(x,x)=0}.
Die Hilbert-Metrik stammt nicht immer von einer Riemannschen Metrik, aber immer von einer Finsler-Metrik definiert durch
{\displaystyle F(v_{x}):={\frac {d}{dt}}\mid _{t=0}d_{Hilb}(x,x+tv_{x})}
für {\displaystyle x\in \Omega \subset \mathbb {R} ^{n},v_{x}\in T_{x}\Omega \cong \mathbb {R} ^{n}}.

## Eigenschaften
Im Folgenden seien {\displaystyle \Omega _{1},\Omega _{2}\subset \mathbb {R} ^{n}} zwei kompakte, konvexe Mengen und {\displaystyle d_{1},d_{2}} die den beiden Mengen zugeordneten Hilbert-Metriken.
- Aus {\displaystyle \Omega _{1}\subset \Omega _{2}} folgt {\displaystyle d_{1}(x,y)\geq d_{2}(x,y)} für alle {\displaystyle x,y\in \Omega _{1}}.
- Wenn es eine lineare Abbildung {\displaystyle A:\mathbb {R} ^{n}\rightarrow \mathbb {R} ^{n}} mit {\displaystyle \Omega _{2}=A(\Omega _{1})} gibt, dann ist {\displaystyle d_{1}(x,y)=d_{2}(Ax,Ay)} für alle {\displaystyle x,y\in \Omega _{1}}.

## Beispiele
- Sei {\displaystyle \Omega =\mathbb {D} ^{n}} die Einheitskugel und {\displaystyle d_{Hyp}} der Abstand im Beltrami-Klein-Modell des hyperbolischen Raumes, dann gilt

{\displaystyle d_{Hilb}=2d_{Hyp}}.

## Projektive Geometrie
Sei {\displaystyle \Omega \subset \mathbb {R} P^{n}} eine eigentliche, offene, konvexe Teilmenge des projektiven Raumes. (Eine Menge {\displaystyle \Omega \subset \mathbb {R} P^{n}} heißt eigentlich, wenn es eine {\displaystyle \Omega } enthaltende affine Karte {\displaystyle \Omega \subset U\cong V\subset \mathbb {R} ^{n}} gibt, in der {\displaystyle \Omega } einer beschränkten Menge {\displaystyle \Omega ^{\prime }\subset \mathbb {R} ^{n}} entspricht.) Man definiert dann die Hilbert-Metrik auf {\displaystyle \Omega \subset \mathbb {R} P^{n}} durch die Hilbert-Metrik auf {\displaystyle \Omega ^{\prime }\subset \mathbb {R} ^{n}}. Weil die Hilbert-Metrik invariant unter linearen Abbildungen ist, hängt die so definierte Metrik nicht von der Wahl der affinen Karte ab.
Innerhalb der projektiven Geometrie kann man {\displaystyle d_{Hilb}(x,y)} interpretieren als das Doppelverhältnis der vier Punkte {\displaystyle a,x,b,y} auf der durch {\displaystyle x} und {\displaystyle y} bestimmten projektiven Geraden.
Die Gruppe der Kollineationen
{\displaystyle Coll(\Omega )=\left\{g\in PGL(n+1,\mathbb {R} ):g\Omega =\Omega \right\}}
ist eine Lie-Gruppe und wirkt durch Isometrien der Hilbert-Metrik, sie lässt sich isomorph zu einer Untergruppe von {\displaystyle SL(n+1,\mathbb {R} )} hochheben.

## Anwendungen
Die Hilbert-Metrik auf {\displaystyle P(\mathbb {R} _{+}^{n})} wird in Birkhoffs Beweis des Satzes von Perron-Fronenius verwendet.